# جيمس فروست (عازف قيثارة)
جيمس فروست (بالإنجليزية: James Frost)‏ هو عازف قيثارة بريطاني، ولد في 22 أغسطس 1986.

## وصلات خارجية
- جيمس فروست على موقع ميوزك برينز (الإنجليزية)
- جيمس فروست على موقع ديسكوغز (الإنجليزية)